# 1,3-ビス(アミノメチル)シクロヘキサン
1,3-ビス(アミノメチル)シクロヘキサン（英: 1,3-Bis(aminomethyl)cyclohexane）は、シクロヘキサンの1位と3位にアミノメチル基が結合した化合物である。

## 用途
有機合成化学の中間体や、エポキシ樹脂の硬化剤として使用される。

## 安全性
日本の消防法では危険物第4類第3石油類に区分される。ラットに経口投与した動物実験では、肝臓および腎臓に影響がみられた。